# Pascal Tan
Pascal Meru Oscar Tan (Amsterdam, 21 december 1993) is een Nederlands skater, acteur, presentator en collagist. In 2003 begint hij met skaten. Hij werd meerdere keren Nederlands jeugdkampioen. Later deed hij landelijke bekendheid op als acteur en presentator.

## Biografie en carrière
Na verschillende keren Nederlands jeugdkampioen stuntskaten te zijn geworden, maakt Tan in 2007 zijn acteerdebuut in een reclamecommercial van Haribo, waarin hij als skater te zien is. Een jaar daarna speelt hij de hoofdrol Jonas de Leeuw in de tienerfilm Hoe overleef ik mezelf?
In 2011 wordt hij testteamlid in Checkpoint (EO). Hij maakt zijn debuut in het vijfde seizoen van dit programma. Na drie jaar op rij genomineerd te zijn, wint Checkpoint in 2014 De Gouden Stuiver, de belangrijkste tv-prijs voor kinderprogramma's. Vanaf 2016 speelt Pascal ook mee in de theatervoorstellingen van Checkpoint, waarbij sinds 2020 als de officiële presentator. 
In 2015 is Tan te zien in de talentenshow The Freestyle Games op BNN. Hier schopt hij het tot de liveshows.
In 2016 rondt Tan zijn studie Media en Cultuurwetenschappen af aan de Universiteit van Amsterdam met een 9 voor zijn scriptie. Vervolgens speelt hij in diverse populaire jeugdseries op NPO Zapp onder de naam Zappmissie.  
Als Tans deelname aan Checkpoint op televisie tot een einde komt, wordt op 22 augustus 2016 bekend dat hij een van de nieuwe presentatoren van Het Klokhuis (NTR) zou worden. Datzelfde jaar presenteert Tan samen met Jill Schirnhofer de intocht van Sinterklaas in Amsterdam. In 2017 is hij kandidaat in Kerstster van het Jaar. In 2019 speelt hij de hoofdrol van Alex in de korte film Met Sokken op de Brommer. Deze film wordt bekroond met de publiekprijs in het Rotterdams Open Doek Filmfestival.
Naast zijn televisiewerkzaamheden is Tan ook kunstenaar. Met zijn bedrijf Studio Tanna maakt hij collage art. In 2021 staat hij hiermee op de cover van Kunstenaar Magazine en wint hij de publieksprijs van iktoon met zijn kunstwerk “An Eye for An Eye”.
Begin 2023 wint Tan met Het Klokhuis de Zapp Award voor Favoriete Jeugdprogramma.

## Trivia
- Begin 2018 gaat Pascal Tan internationaal viraal met een humoristische video op Reddit waarin hij net als Harry Potter door de muur probeert te rennen op perron 9 3/4 in Londen.[11] Via een licentiedeal met het mediabedrijf Storyful komt het filmpje vervolgens terecht op tientallen platformen met een gigantisch bereik, zoals 9GAG, Unilad, LADbible en diverse Engelse kranten. Op 26 juni 2019 wordt hier ook in het nationale nieuws aandacht aan besteed door de Nederlandse Omroep Stichting (NOS).[12]
- Begin 2019 presenteert Tan een jongerenprogramma ter gelegenheid van Nijmegen European Green Capital 2018.[13] Met Tiokasin Ghosthorse als eregast.
- Kort daarna opent Tan De Week van het Geld. Een landelijke schoolcampagne over verantwoord omgaan met geld. Met koningin Máxima als eregast.[14]
- In de zomer van 2020 staat Pascal met een uitgebreid interview in de rubriek Mijn Amsterdam in de PS van het Parool.[15]
- In 2021, -22 en -23 presenteert Tan events voor Promotie Evenement Techniek (PET) en Tech Your Talent (TYT).[16]